# Sanda Belgyan
Sanda Belgyan (* 17. Dezember 1992 in Cluj-Napoca) ist eine rumänische Sprinterin und Hürdenläuferin, die sich auf die 400-Meter-Distanz spezialisiert hat.

## Sportliche Laufbahn
Erste internationale Erfahrungen sammelte Sanda Belgyan im Jahr 2009, als sie bei den Jugendweltmeisterschaften in Brixen im 400-Meter-Hürdenlauf mit 61,68 s in der ersten Runde ausschied und außerdem mit der rumänischen Sprintstaffel (1000 Meter) in 2:09,25 min die Bronzemedaille gewann. Im Jahr darauf schied sie bei den Juniorenweltmeisterschaften im kanadischen Moncton über die Hürden mit 61,75 s erneut im Vorlauf aus und wurde mit der rumänischen 4-mal-400-Meter-Staffel in der Vorrunde disqualifiziert. 2011 erreichte sie bei den Junioreneuropameisterschaften in Tallinn das Halbfinale im Einzelbewerb und schied dort mit 59,15 s aus, während sie mit der Staffel erneut im Vorlauf disqualifiziert wurde. 2012 qualifizierte sich Belgyan über im 400-Meter-Lauf erstmals für die Europameisterschaften in Helsinki, schied dort aber mit 53,32 s bereits in der Vorrunde aus, während sie mit der Staffel in 3:29,80 min im Finale den siebten Platz belegte.
2013 schied sie bei den U23-Europameisterschaften in Tampere im Hürdenlauf mit 59,45 s in der ersten Runde aus, gewann aber mit der Staffel in 3:30,28 min hinter den Polinnen die Silbermedaille. Anschließend wurde sie bei den Weltmeisterschaften in Moskau in 3:28,40 min Sechste mit der Staffel. Daraufhin siegte sie in 3:29,80 min mit der Staffel bei den Spielen der Frankophonie in Nizza und belegte über die Hürden in 59,08 m den siebten Platz. Bei den Leichtathletik-Hallenweltmeisterschaften 2014 im polnischen Sopot konnte sie sich mit der Staffel mit 3:38,18 min nicht für das Finale qualifizieren. 2015 nahm sie erstmals an der Sommer-Universiade in Gwangju teil und belegte dort in 53,36 s den achten Platz über 400 Meter und schied im Hürdenlauf mit 60,26 s in der Vorrunde aus. Anschließend verpasste sie bei den Weltmeisterschaften in Peking mit 3:28,60 min den Finaleinzug. Im Jahr darauf schied sie bei den Europameisterschaften in Amsterdam mit 54,33 s im Vorlauf über 400 Meter aus und klassierte sich mit der Staffel in 3:30,63 min auf dem siebten Platz.
2017 schied sie bei den Studentenweltspielen in Taipeh mit 59,50 s im Hürdenlauf in der ersten Runde aus und gewann mit der rumänischen Stafette in 3:34,16 min die Bronzemedaille hinter den Teams aus Polen und Mexiko. Im Jahr darauf erreichte sie bei den Europameisterschaften in Berlin das Halbfinale im Hürdenlauf und schied dort mit 57,51 s aus, während sie mit der Staffel in 3:32,15 min den siebten Platz belegte. 2019 erreichte sie bei den Europaspielen in Minsk in 3:21,68 min Rang 14 in der gemischten 4-mal-400-Meter-Staffel. 2020 wurde sie bei den Balkan-Meisterschaften in Cluj-Napoca in 58,40 s Dritte über 400 m Hürden und wurde im Staffelbewerb disqualifiziert. Im Jahr darauf erreichte sie bei den Balkan-Hallenmeisterschaften in Istanbul nach 55,12 s Rang sechs über 400 Meter und wurde mit der Staffel in 3:41,74 min Vierte. 2022 gelangte sie bei den Balkan-Hallenmeisterschaften ebendort mit 56,75 s auf Rang elf und gewann mit der Staffel in 3:45,11 min die Silbermedaille hinter dem slowenischen Team. Im Juni belegte sie bei den Freiluftmeisterschaften in Craiova in 59,29 s den siebten Platz über 400 m Hürden und gewann mit der Staffel in 3:40,40 min die Bronzemedaille hinter den Teams aus Griechenland und Kroatien.  
In den Jahren von 2011 bis 2013 und von 2016 bis 2022 wurde Belgyan rumänische Meisterin im 400-Meter-Hürdenlauf sowie 2021 auch über 400 m. Zudem siegte sie 2012 und 2019 in der 4-mal-400-Meter-Staffel.

## Persönliche Bestleistungen
- 400 Meter: 52,47 s, 5. Juli 2012 in Bukarest
  - 400 Meter (Halle): 54,19 s, 17. Februar 2019 in Istanbul
- 400 m Hürden: 56,68 s, 7. August 2018 in Berlin